# Strange Wilderness
Strange Wilderness es una película cómica de 2008 producida por Happy Madison para Paramount Pictures, protagonizada por Steve Zahn, Allen Covert, Justin Long, Kevin Heffernan y Jonah Hill. Recibió críticas negativas y fue un fracaso de taquilla, obteniendo cerca de 7 millones de dólares ante un presupuesto de 20 millones.

## Sinopsis
Peter Gaulke es el anfitrión de un programa de naturaleza sin éxito llamado Strange Wilderness. Cuando se reúne con el director de la cadena, Ed Lawson, se entera de que el programa está amenazado de cancelación debido a las bajas calificaciones, las imágenes inapropiadas y la mala calidad desde la muerte del padre de Peter (el presentador original del programa). Mientras se le ocurren ideas para mantener el programa al aire, Bill Calhoun (un viejo amigo del padre de Peter) se presenta con unas fotos de Pie Grande escondido en Ecuador y asegura que conoce el sitio exacto de la cueva donde habita.

## Reparto
- Steve Zahn es Peter Gaulke.
- Allen Covert es Fred Wolf.
- Justin Long es Junior.
- Jonah Hill es Lynn Cooker.
- Robert Patrick es Gus Hayden.
- Ashley Scott es Cheryl.
- Harry Hamlin es Sky Pierson.
- Ernest Borgnine es Milas.
- Jeff Garlin es Ed Lawson.
- Kevin Heffernan es Whitaker.
- John Farley es el doctor de la montaña.
- Peter Dante es Danny Gutierrez.
- Oliver Hudson es TJ.
- Blake Clark es Dick.
- Seth Rogen es el ránger.